# Jesús Ángel García
Jesús Ángel García (Madrid, 17 oktober 1969) is een Spaanse snelwandelaar, die al heel lang op het niveau van de wereldtop presteert op de 50 km snelwandelen. Hij nam deel aan acht opeenvolgende Olympische Spelen.

## Loopbaan
Bij de wereldkampioenschappen in 1993 werd hij kampioen op zijn favoriete atletiekonderdeel. Bij de WK's in 1997 en 2001 en de Europese kampioenschappen in 2006 won hij zilver, terwijl hij bij de EK in 2002 en de WK in 2009 brons veroverde.
García is getrouwd met voormalig wereldkampioene ritmische sportgymnastiek Carmen Acedo.

## Titels
- Wereldkampioen 50 km snelwandelen: 1993.
- Spaans kampioen 50 km snelwandelen: 1997, 2000, 2007

## Persoonlijke records
Baan
| Onderdeel             | Prestatie | Datum        | Plaats   |
| --------------------- | --------- | ------------ | -------- |
| 5000 m snelwandelen   | 19.33,3   | 10 juli 2001 | Getafe   |
| 10.000 m snelwandelen | 40.43,85  | 17 juli 2004 | Sebadell |

Weg
| Onderdeel          | Prestatie | Datum            | Plaats               |
| ------------------ | --------- | ---------------- | -------------------- |
| 10 km snelwandelen | 40.38     | 17 maart 1991    | Madrid               |
| 20 km snelwandelen | 1:23.09   | 4 juni 2005      | La Coruña            |
| 30 km snelwandelen | 2:08.47   | 18 februari 2001 | El Prat de Llobregat |
| 50 km snelwandelen | 3:39.54   | 19 april 1997    | Poděbrady            |

## Prestaties
| Jaar | Wedstrijd   | Plaats        | Resultaat | Extra              |
| ---- | ----------- | ------------- | --------- | ------------------ |
| 1991 | Universiade | Sheffield     | 5e        | 20 km snelwandelen |
| 1993 | WK          | Stuttgart     | 1e        | 50 km snelwandelen |
| 1994 | EK          | Helsinki      | 4e        | 50 km snelwandelen |
| 1995 | WK          | Göteborg      | 5e        | 50 km snelwandelen |
| 1997 | Wereldbeker | Poděbrady     | 1e        | 50 km snelwandelen |
| 1997 | WK          | Athene        | 2e        | 50 km snelwandelen |
| 1999 | Wereldbeker | Mézidon-Canon | 4e        | 50 km snelwandelen |
| 2000 | OS          | Sydney        | 12e       | 50 km snelwandelen |
| 2001 | Europacup   | Dudince       | 1e        | 50 km snelwandelen |
| 2001 | WK          | Edmonton      | 2e        | 50 km snelwandelen |
| 2002 | EK          | München       | 3e        | 50 km snelwandelen |
| 2003 | WK          | Parijs        | 6e        | 50 km snelwandelen |
| 2004 | OS          | Athene        | 5e        | 50 km snelwandelen |
| 2004 | Wereldbeker | Naumburg      | 6e        | 50 km snelwandelen |
| 2006 | EK          | Göteborg      | 2e        | 50 km snelwandelen |
| 2006 | Wereldbeker | La Coruña     | 6e        | 50 km snelwandelen |
| 2008 | OS          | Peking        | 4e        | 50 km snelwandelen |
| 2009 | WK          | Berlijn       | 3e        | 50 km snelwandelen |
| 2010 | Wereldbeker | Chihuahua     | 5e        | 50 km snelwandelen |
| 2010 | EK          | Barcelona     | 5e        | 50 km snelwandelen |
| 2012 | Wereldbeker | Saransk       | 7e        | 50 km snelwandelen |
| 2012 | OS          | Londen        | 20e       | 50 km snelwandelen |

1976 Veniamin Soldatenko ·
1983: Ronald Weigel ·
1987: Hartwig Gauder ·
1991: Aleksandr Potasjov ·
1993: Jesús Ángel García ·
1995: Valentin Kononen ·
1997: Robert Korzeniowski ·
1999: Ivano Brugnetti ·
2001: Robert Korzeniowski ·
2003: Robert Korzeniowski ·
2005: Sergej Kirdjapkin ·
2007: Nathan Deakes ·
2009: Sergej Kirdjapkin ·
2011: Sergej Bakoelin ·
2013: Robert Heffernan ·
2015: Matej Tóth ·
2017: Yohann Diniz ·
2019: Yusuke Suzuki
- World Athletics: 14166435
- WorldCat: E39PBJrWD9YkjPvpfRrkfcBkjC